# فريدريك فرانز فريدمان
فريدريك فرانز فريدمان (بالألمانية: Friedrich Franz Friedmann) هو طبيب ألماني، ولد في 26 أكتوبر 1876 في برلين في ألمانيا، وتوفي في 19 فبراير 1953 في مونت كارلو في موناكو.